# Funun
Funun (arabisch فنون, DMG Funūn, geb. im 9. Jahrhundert, gest. im 9. oder 10. Jahrhundert) war eine Sängersklavin des persischen Sufi-Gelehrten Yahya ibn Mu'adh ar-Razi (gest. 871).

## Leben
Funun (wörtlich: Künste) wird in der klassisch-arabischen Literatur wird von Ibn Fadlallah al-Umari (1301–1349) als schöne Frau, starke Persönlichkeit und ausgezeichnete Sängerin beschrieben. Sie war Dichterin und Schriftstellerin und soll zudem nie verkauft worden sein. Unklar ist, wie lange sie im Besitz des Sufi-Gelehrten Yahya ibn Mu'adh ar-Razi gewesen ist; betrachtet man die Stationen seines Lebens, lebte sie im heutigen Iran und Afghanistan.

## Rezeption
Funun wird in der klassisch-arabischen Literatur unter anderem im Lexikon Masālik al-abṣār fī mamālik al-amṣār, dem bedeutendsten Werk von Ibn Fadlallah al-Umari (1301–1349) erwähnt.

## Wissenswertes
Yasemin Gökpinar notiert, dass es für einen Sufi wie Yahya ibn Mu'adh ar-Razi, der als solcher eigentlich weltlichen Genüssen entsagen sollte, ungewöhnlich ist eine Sängersklavin zu besitzen.
Der Name Funun (Künste) ist ein klassisch-arabischer weiblicher Sklavenname.

### Arabische Primärquellen
- Ibn Faḍlallāh al-ʿUmarī (1301–1349): Masālik al-abṣār fī mamālik al-amṣār, ins Deutsche übersetzt: Yasemin Gökpinar: Der ṭarab der Sängersklavinnen: Masālik al-abṣār fī mamālik al-amṣār von Ibn Faḍlallāh al-ʿUmarī (gest. 749/1349): Textkritische Edition des 10. Kapitels Ahl ʿilm al-mūsīqī mit kommentierter Übersetzung, Ergon Verlag, Baden-Baden 2021.

### Sekundärliteratur
- Yasemin Gökpinar: Der ṭarab der Sängersklavinnen: Masālik al-abṣār fī mamālik al-amṣār von Ibn Faḍlallāh al-ʿUmarī (gest. 749/1349): Textkritische Edition des 10. Kapitels Ahl ʿilm al-mūsīqī mit kommentierter Übersetzung, Ergon Verlag, Baden-Baden 2021.